# Homerische vergelijking
Een homerische vergelijking is een zeer uitgebreide vergelijking (vaak, maar niet noodzakelijke) volgens het schema "zoals bijzin over datgene waarmee vergeleken wordt, zo hoofdzin over dat wat vergeleken wordt". De homerische vergelijking dankt haar naam aan Homerus, de dichter van de Ilias en de Odyssee, waarin dit type vergelijking veel voorkomt.
Meer algemeen is een Homerische vergelijking ook een breedsprakige vergelijking, waarbij de schrijver zo opgaat in het vergelijken, dat hij dingen noemt die geen verwantschap meer hebben met het beeld. Een metafoor is een vorm van beeldspraak

## Functie
De vraag naar welke functie nu zo'n lange vergelijking heeft, heeft vaak voor discussie gezorgd tussen verschillende onderzoekers. Toch kan men algemeen stellen dat zo'n vergelijking een van deze vijf functies heeft:
- informatief: het geeft extra informatie
- illustratief: gewoon opsmuk
- pathos oproepen: de gevoelens benadrukken
- tijdloos karakter
- anticiperende/voorspellende functie

## Voorbeelden
- Zoals in de bergen een havik,
vlugger vliegend dan al wat er vliegt, op een schichtige duif komt gestreken 
– deze wiekt zijdelings weg, maar de havik, telkens weer stotend,
schiet en schiet op haar af met snerpende kreten: zijn
vraatzucht spoort hem tot grijpen – zo snelde toen ook Achilles naar voren,
vol van begeerte.[1]
Hier lijkt vooral het illustratieve naar boven te komen. Homerus illustreert de snelheid van Achilles.
- Hij ontstak in gramschap, heftig als die van
een Amsterdammer aan een autostuur,
die, rijdend door rood licht, komende van links,
moet wijken voor een ander, die van rechts
door groenlicht nadert, o het schrijnend onrecht
hoe een tweewerf geprivilegeerde
een eerlijk man belaagt... Zo was zijn toorn.[2]
Hier is een duidelijk voorbeeld van het oproepen van pathos (mogelijk zelfs van bathos). De gramschap en toorn van de man worden benadrukt.
- Was zo de zee? Neen, neen, een stad geleek
ze, pleinen en straten in de kermisweek,
boerinne' en boeren, en muziek en dans
in de herbergen en in lichte krans
om elke markt de snuisterijenkramen.
Of als een koning komt en alle ramen
zijn licht des avonds en uit ieder dak
een witte vlag. Zo was de zee. Er stak
een vlag van alle gevels, achter 't raam
der golven brandden rijen lichten, saam
liep heel het volk ..."[3]
Ook hier wekt de vergelijking alleen het illustratieve op.